# Холебас, Хосе
Ио́сиф «Хосе́» Ллойд Холе́бас (греч. Ιωσήφ Χολέβας, нем. José Holebas; родился 27 июня 1984 в Ашаффенбурге) — греческий футболист, левый защитник.

## Карьера

### Клубная
Отец — грек, мать — немецко-уругвайского происхождения. Уроженец немецкого Ашаффенбурга, Холебас обучался футболу в школах любительских клубов Германии. В 2002 году был принят в академию «Мюнхена 1860», выступал в основном и резервном составах команды не только на позиции левого защитника, но и даже на позиции нападающего. В основном составе провёл 31 матч, забив 4 гола в рамках чемпионата 2-й Бундеслиги и три гола в Кубке Германии.
Эвальд Линен, наставник Холебаса, перешёл вместе со своим подопечным в греческий «Олимпиакос» в 2010 году после разрыва контракта с «Мюнхеном 1860»: за Холебаса греки заплатили полмиллиона евро плюс 200 тысяч евро аванса. Игрок подписал контракт с клубом на три года, обязуясь получать ежегодно не менее 200 тысяч евро с надбавкой в размере 20 %. Дебют пришёлся в матче против албанской «Бесы» в Лиге Европы УЕФА (победа 5:0). Первый гол забил в Суперлиге Греции в матче против АЕК из Афин (победа 6:0). Принёс своей игрой победу грекам в Суперлиге.

### В сборной
Получив гражданство Греции в 2010 году, Холебас стал кандидатом в сборную этой страны по футболу. Тренер Фернанду Сантуш вызвал игрока на матчи с Россией и Румынией, и Хосе дебютировал 11 ноября 2011 года в матче с Россией (1:1).

## Семья
Отец — грек (уроженец Трикалы), мать — уругвайка.

## Достижения
Олимпиакос (Пирей)
- Чемпион Греции: 2011, 2012, 2013, 2014
- Обладатель Кубка Греции: 2012, 2013